# Gnadenkirche (Osnabrück)
Koordinaten: 52° 17′ 6″ N, 8° 4′ 54,3″ O
Die Gnadenkirche war eine evangelisch-reformierte Kirche im Osnabrücker Stadtteil Schinkel.
Erbaut wurde die Kirche 1960, nachdem die Anzahl der evangelisch-reformierten Christen in Osnabrück stark angestiegen ist. Aufgrund von Finanzierungsproblemen und zurückgehender Gottesdienstbesucher wurde die Kirche 2007/08 geschlossen. Im Jahr 2011 erfolgte der Abriss des Kirchengebäudes.
Der Turm jedoch blieb stehen und bildet mit der auf dem Gelände entstandenen Kindertagesstätte eine Einheit.

## Geschichte

### Schließung
Im Jahr 2007 sah sich die evangelisch-reformierte Kirche in Osnabrück aufgrund der Finanzierbarkeit gezwungen, drei ihrer fünf Kirchen zu schließen. Alle drei geschlossenen Kirchen lagen in den Außenbezirken der Stadt Neben der Gnadenkirche wurden die Atterkirche an der Karl-Barth-Straße im Stadtteil Atter entwidmet und durch den Verein „Wir in Atter“ als Gebäude genutzt. Auch die Erlöserkirche an der Lerchenstraße wurde an die rum-orthodoxe Kirche abgegeben.
Erhalten blieben der evangelisch-reformierten Gemeinde Osnabrück die Bergkirche und die Friedenskirche.
Die Schließung der Kirche wurde am 6. Januar 2008 vollzogen.

### Abriss
Da im Kirchturm die Sendeeinheit eines Mobilfunkanbieters untergebracht ist, konnte der Turm nicht mit dem Kirchengebäude abgerissen werden. Der abgeschlossene Vertrag zur Nutzung des Turmes läuft noch mindestens bis ins Jahr 2021[veraltet].

### Kita und Kirchturm
Von der abgerissenen Kirche blieb nur der Kirchturm stehen. Auf dem Gelände des Kirchengebäudes wurde eine Kindertagesstätte mit einer Kapazität von 100 Kindern errichtet. Am 2. November 2011 wurde in Anwesenheit des damaligen Oberbürgermeisters Boris Pistorius der Grundstein der neuen Kita gelegt.